# Ali Benarbia
Ali Benarbia (ur. 8 października 1968 w Oranie) – algierski piłkarz, który w młodym wieku wyemigrował do Francji, gdzie rozpoczął piłkarską karierę w klubie FC Martigues. Grał na pozycji pomocnika, a karierę zakończył w Katarze.
Ali Benarbia opuścił Algierię z czterema siostrami i trzema braćmi aby dołączyć do ojca, murarza, który znalazł pracę we Francji. Dzieciństwo spędził we francuskiej Narbonie.
Benarbia w 1985 roku związał się z francuskim klubem FC Martigues. Grał w drużynie seniorów tego klubu od 1986 roku do 1995 roku, kiedy sięgnęło po niego AS Monaco. W nowych już barwach zdobył mistrzostwo Francji w 1997 roku i niedługo później podpisał kontrakt z Girondins Bordeaux. Z drużyną Girondins również zdobył mistrzostwo Francji, było to w sezonie 1998/1999 i także wtedy został piłkarzem roku we Francji. Niespodziewanie po roku przeniósł się do stołecznego klubu Paris Saint-Germain, gdzie zawiódł sam siebie.
W 2001 roku Benarbia wyjechał z Francji i na zasadzie wolnego transferu zakontraktował go Manchester City, którego trenerem był Kevin Keegan. Były gracz m.in. AS Monaco, już na początku gry w Anglii pokazał co potrafi zdobywając dwie bramki przeciwko Newcastle United. W większości jego zasługą był awans "The Citizens" do najwyższej klasy rozgrywkowej i nie przypadkowo stał się ulubieńcem kibiców tego klubu. Sezon później już w Premiership był kapitanem Manchesteru, ale jego gra nie wyglądała tak jak by sam sobie tego życzył. Przygodę z Manchesterem zakończył w 2003 roku, kiedy to zagrał pożegnalny mecz z FC Barceloną.
W tym samym roku, w którym rozstał się z angielską piłką, na zakończenie kariery wybrał się do Kataru, gdzie reprezentował barwy Ar-Rajjan i Nadi Quatar.